# Маккари, София
София Маккари (исп. Sofía Maccari, родилась 3 июля 1984 года в Буэнос-Айресе) — аргентинская хоккеистка на траве, выступавшая за команды «Сан-Фернандо» (Аргентина) и «Атлетик Террасса» (Испания). Игрок сборной Аргентины в 2009—2013 годах. Серебряный призёр летних Олимпийских игр 2012 года, победительница Трофея чемпионов 2012 года. Отмечена наградами со стороны министерства спорта Аргентины.

## Биография

### Ранние годы
София Маккари родилась 3 июля 1984 года в Буэнос-Айресе. Проживала рядом с комплексом спортивного клуба «Сан-Фернандо», в детстве играла в теннис и хоккей с мячом. Сделала выбор в пользу хоккея, поскольку ей больше нравилось выступать в командных видах спорта, а её старшая сестра также играла в хоккей.

### Клубная карьера
Маккари играла в составе клуба «Сан-Фернандо» до 2002 года. В одном из интервью она заявила, что хотела бы познакомиться и с другими стилями игры в хоккей на траве и с другими культурами. Тем не менее, родители вынудили её сначала получить среднее образование. По достижении 18 лет Маккари получила предложение играть за клуб «Атлетик Террасса» из Барселоны. Поскольку в Барселону перебрался и брат Софии, она приняла предложение испанского клуба, рассчитывая быстро адаптироваться и привыкнуть к новой культуре. В том же 2002 году она выиграла титул чемпионки Аргентины.
Маккари в возрасте 18 лет стала игроком «Атлетик Террасса». В первый год приоритетом команды должно было стать сохранение прописки в дивизионе. Несмотря на то, что контракт изначально был заключён на год, София провела семь лет в команде. За это время команда преобразилась и стала бороться за победу в турнире. Одноклубниками Софии были три соотечественницы: Росарио Лукетти, Аелен Степник и Хорхелина Римольди. Более того, София стала координатором группы атаки. Прессе София говорила, что всегда чувствовала себя комфортно в клубе. На родину она вернулась только в 2009 году, до 2013 года выступала за «Сан-Фернандо», который считала своим самым любимым в своей карьере. По окончании сезона 2012/2013 завершила карьеру игрока, начав заниматься тренерской деятельностью и открыв свою тренерскую школу.

### Карьера в сборной
В 2009 году Маккари была вызвана первый раз в сборную Аргентины в преддверии чемпионата мира 2010 года. 11 октября 2009 года состоялся её дебют в игре против Австралии в Годой-Крус, которая завершилась поражением аргентинок 1:0. Позже она играла против команд США в Сан-Диего и Великобритании в Сальте. 23 декабря Маккари вызвали на учебно-тренировочные сборы в январе. Далее она сыграла в феврале два матча против Канады (победы 3:0 и 3:1), отличившись по разу в каждой встрече и закрепила за собой место в национальной сборной.
Первый титул Маккари выиграла на Турнире четырёх наций в Кордобе, прошедшем с 18 по 21 февраля, когда Аргентина победила команды Чили (4:0), Бельгии (6:0) и США (1:0). Сыграла также ещё два матча против Бельгии (победы 6:2 и 1:0), отметившись голом в первом, а также в товарищеских матчах против Германии в Буэнос-Айресе и в турне по Австралии и Новой Зеландии. Однако София не попала в состав, будучи отсеянной вместе с Марселой Касале, Макареной Абенте, Пилар Мехико и Сесилией Роньони.
После чемпионата мира Маккари сыграла матч против Италии в Риме (победа 7:3). Участвовала в турне по Австралии и Новой Зеландии, в марте—апреле 2011 года готовилась к Трофею чемпионов. Также завоевала серебряную медаль Панамериканских игр 2011 года. В 2012 году стала серебряным призёром Олимпиады в Лондоне и победила в Трофее чемпионов.